# Коаста (Клуж)
Коаста (рум. Coasta) насеље је у Румунији у округу Клуж у општини Бонцида. Oпштина се налази на надморској висини од 322 m.

## Становништво
Према подацима из 2002. године у насељу је живело 171 становника, од којих су сви румунске националности.